# Rumburak virilis
Rumburak virilis Wesolowska, Azarkina & Russell-Smith, 2014 è un ragno appartenente alla famiglia Salticidae.

## Etimologia
Il nome proprio deriva dall'aggettivo latino virilis, -e, che significa virile, coraggioso, termine scelto dal descrittore senza precisa attinenza.

## Caratteristiche
L'olotipo maschile ha un cefalotorace lungo 2,3-2,5mm, largo 1,7-1,9mm e spesso 1,0-1,4mm.
Il paratipo femminile ha un cefalotorace lungo 2,4mm, largo 1,9mm e spesso 1,1mm.
Il maschio è simile a R. bellus e R. tuberatus. Si differenzia da R. bellus per l'embolo chiaramente più largo e più corto e per il lobo prossimale più corto del bulbo. Si distingue da R. tuberatus per l'assenza di un processo ventrale sulla tibia, per il bulbo più stretto del cymbium (più largo in R. tuberatus) e per l'embolo più corto. La femmina differisce dalle altre specie di Rumburak per la mancanza di una cresta tra le depressioni epiginali..

## Distribuzione
La specie è stata reperita in Sudafrica, nella Provincia di Mpumalanga. Di seguito alcuni rinvenimenti:
1. l'olotipo maschile è stato rinvenuto nel parco naturale Mariepskop Forest Reserve, in una zona della foresta afromontana dove vi erano alberi abbattuti, da J. Horn il 22 maggio 2005[1].
2. due paratipi maschili e uno femminile reperiti fra il fogliame nella stessa zona dell'olotipo da P. Jałoszyński il 17 novembre 2012[1].

## Tassonomia
Al 2022 non sono note sottospecie e dal 2014 non sono stati esaminati nuovi esemplari.